# Fagerviol
Fagerviol (Viola suavis) är en violväxtart som beskrevs av Friedrich August Marschall von Bieberstein. Enligt Catalogue of Life ingår Fagerviol i släktet violer och familjen violväxter, men enligt Dyntaxa är tillhörigheten istället släktet Viola och familjen violväxter. Arten har ej påträffats i Sverige (ev. I Kärna mosse i Östergötland.

## Underarter
Arten delas in i följande underarter:
- V. s. adriatica
- V. s. austrodalmatica
- V. s. barceloi
- V. s. cyanea
- V. s. suavis

## Bildgalleri

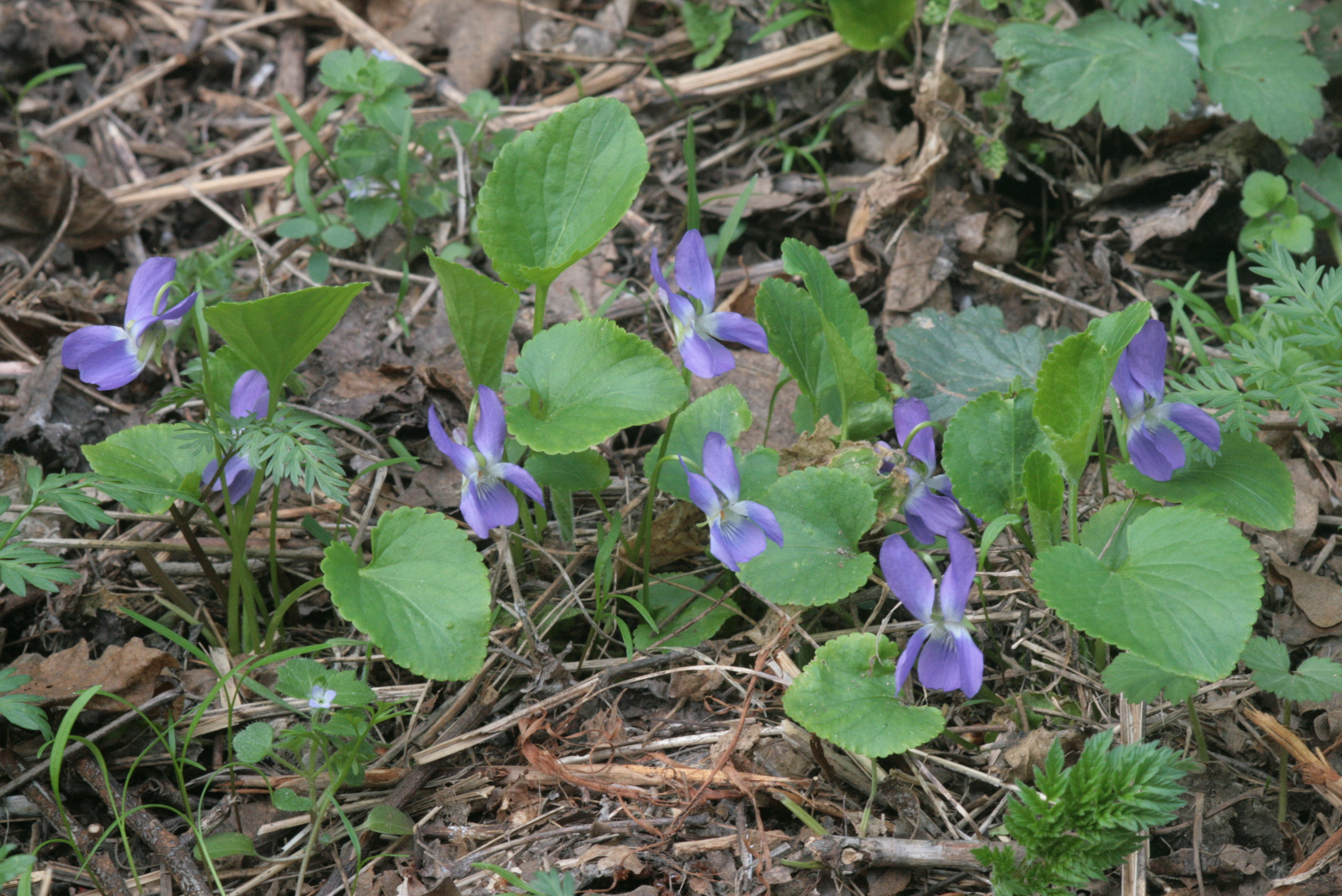
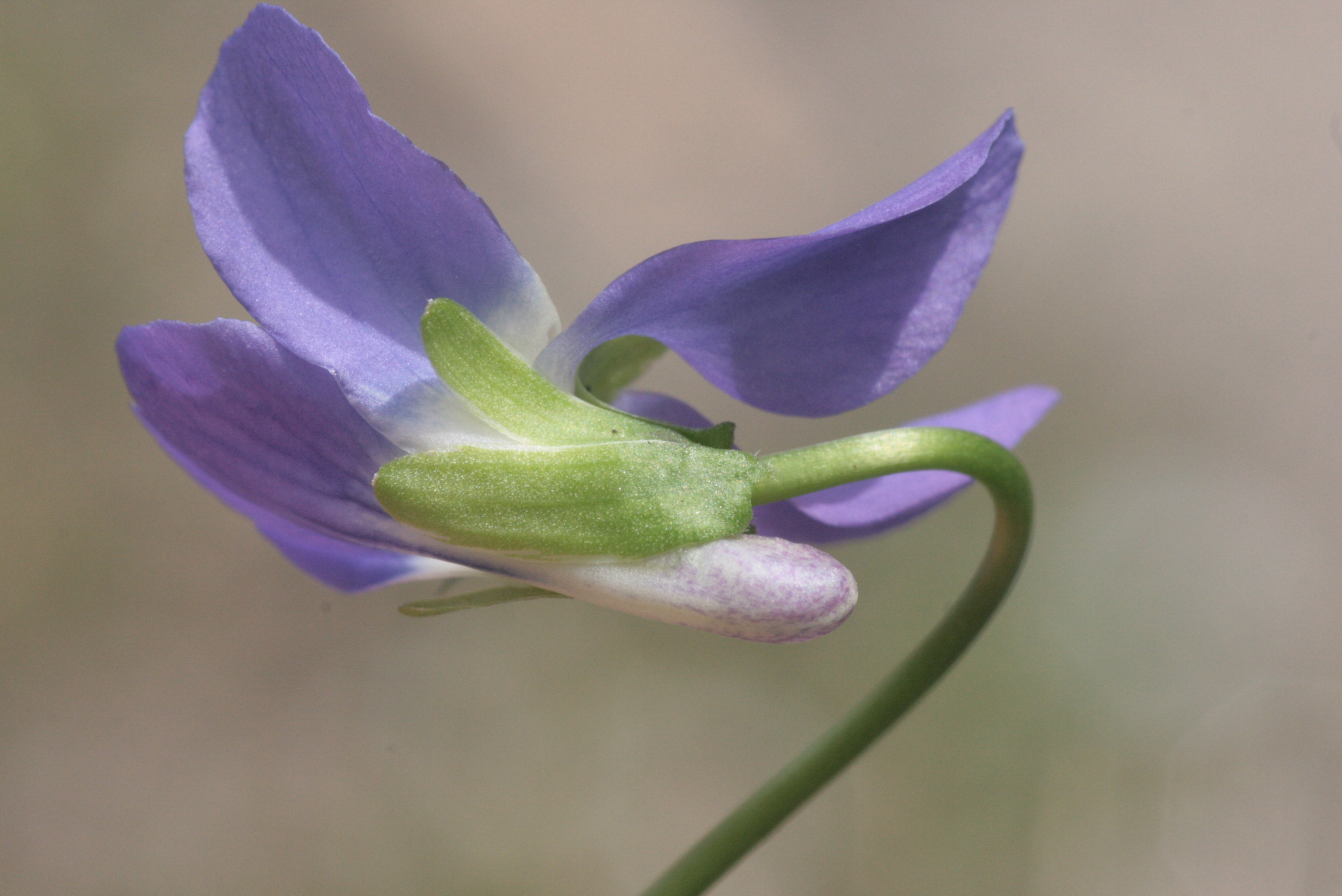
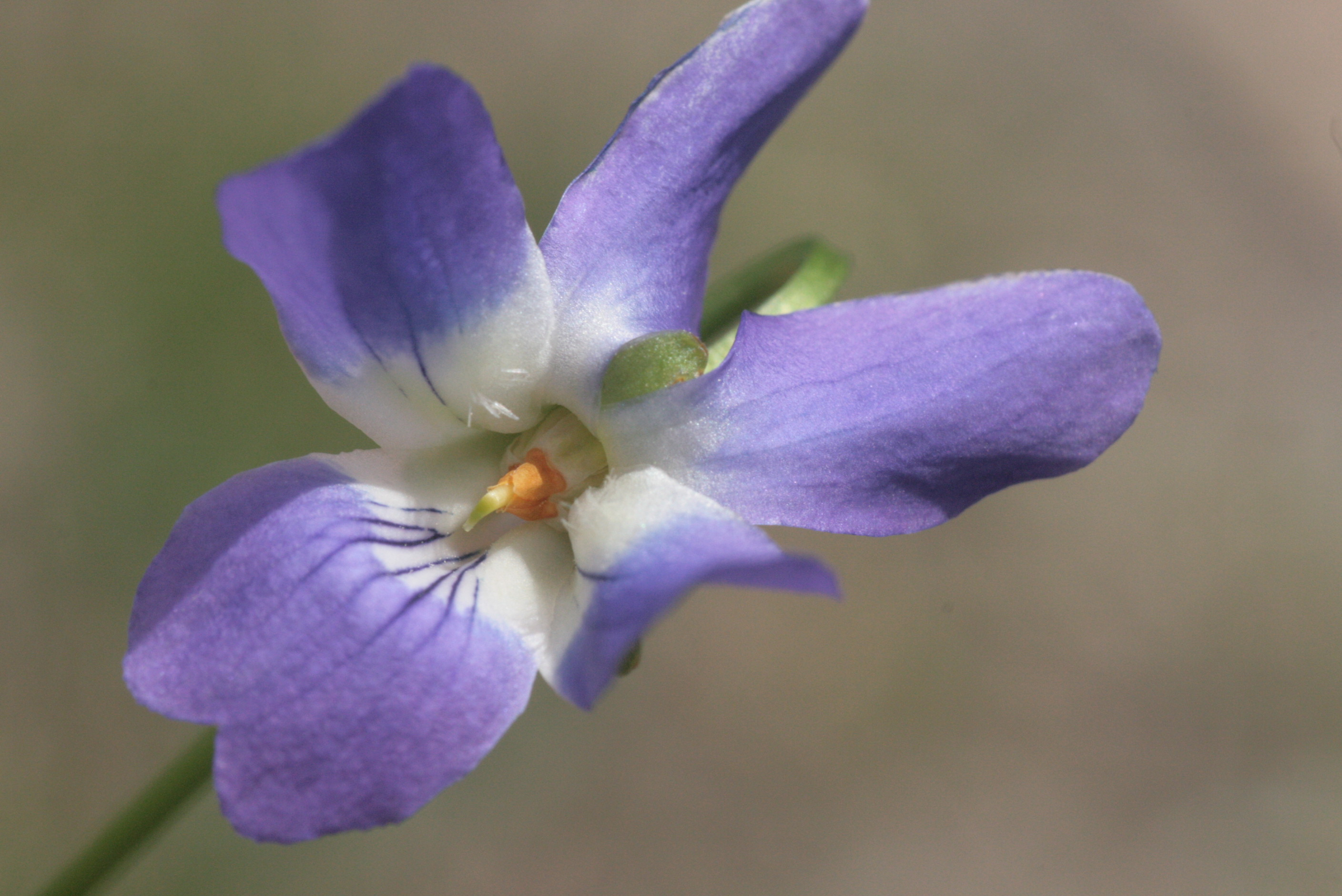
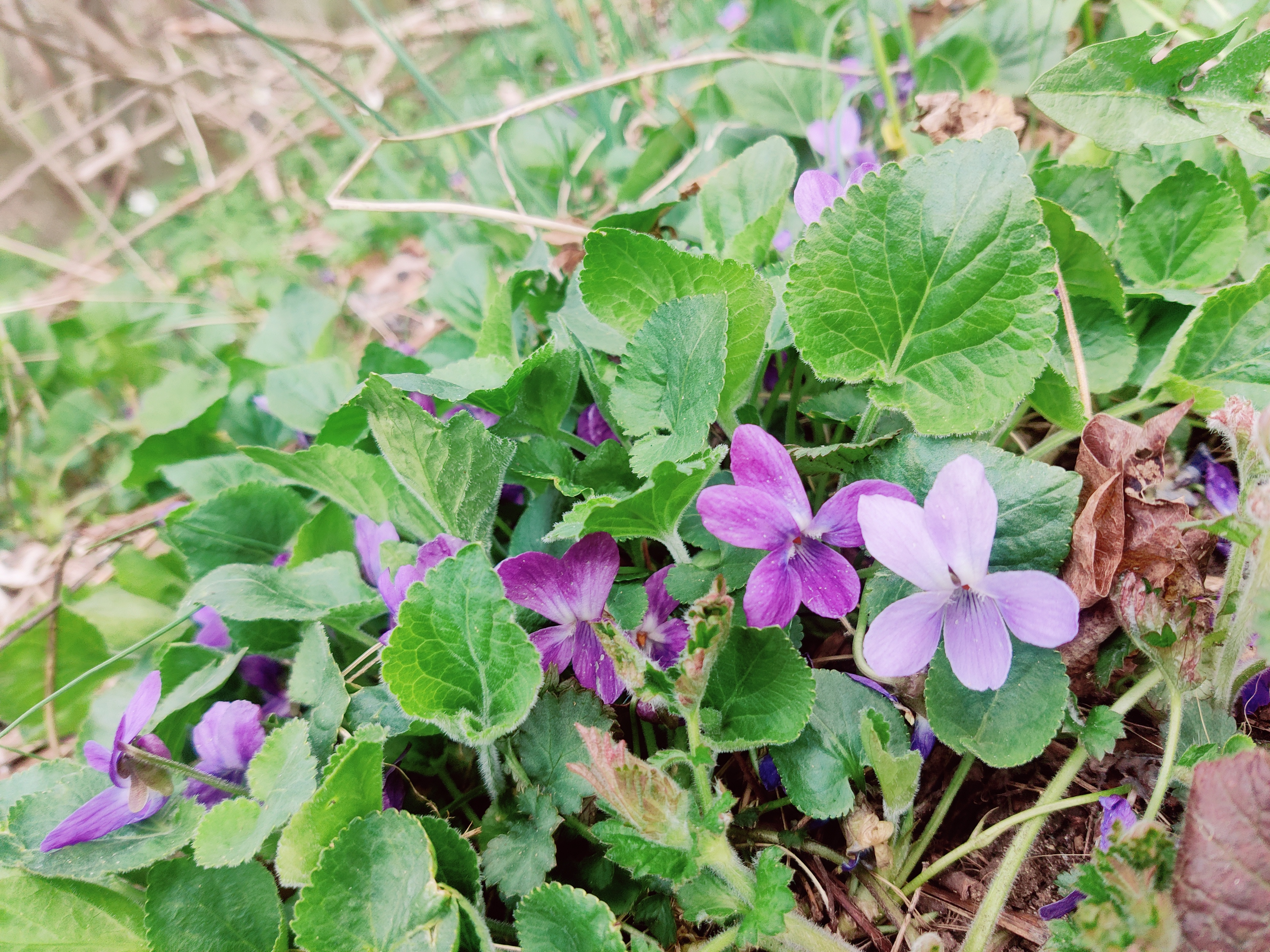
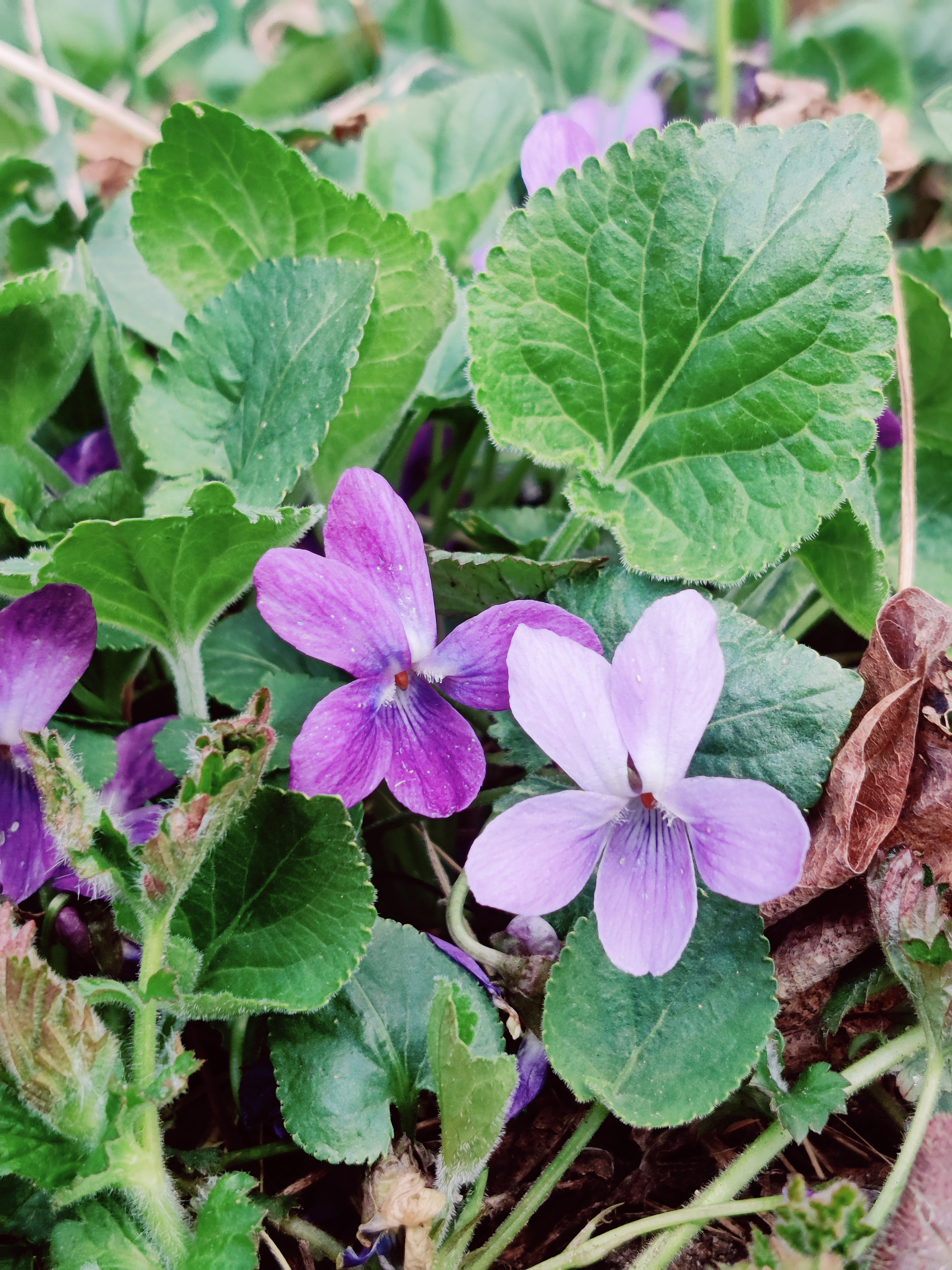
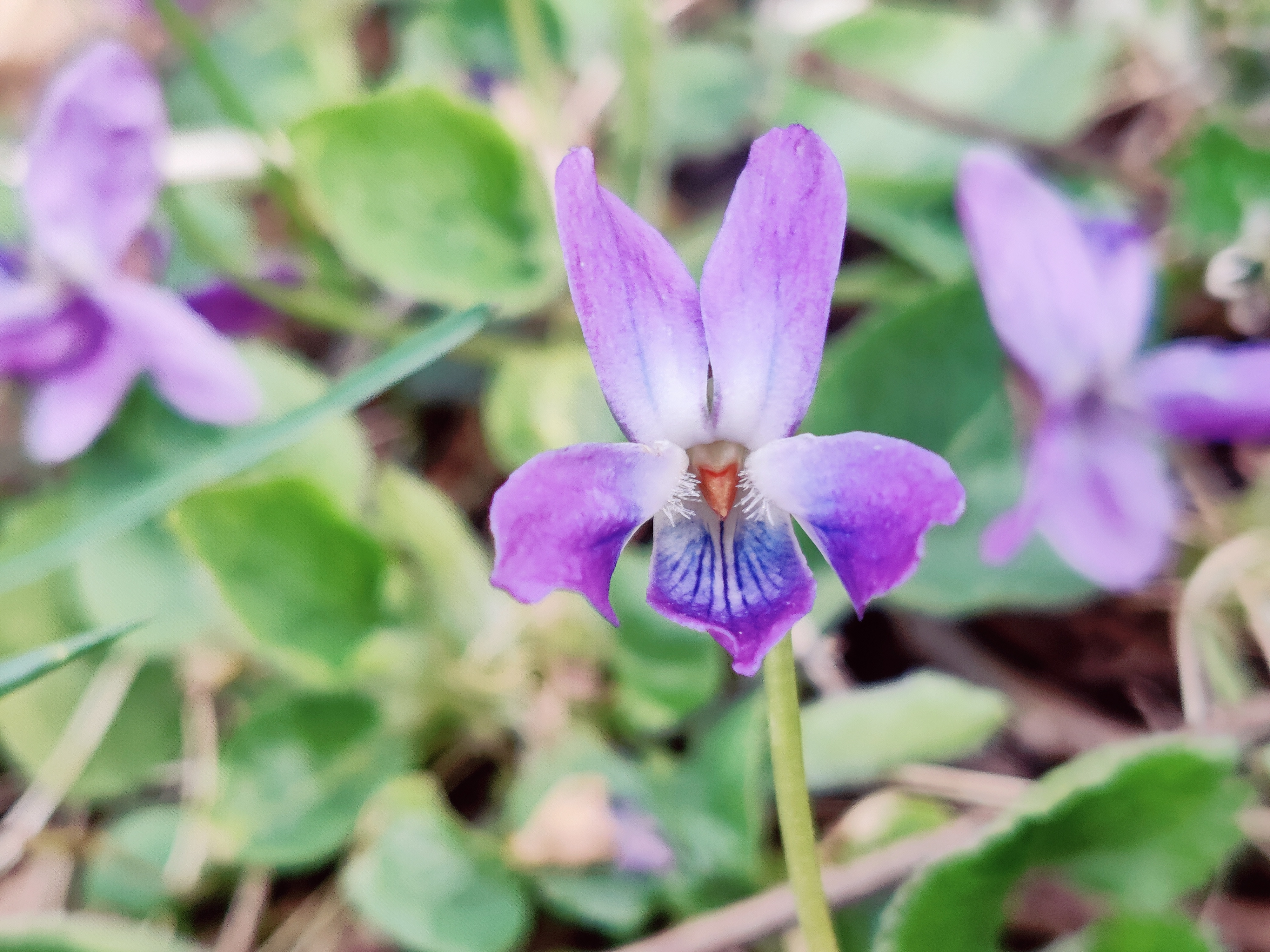